# Big Timber (Montana)
Big Timber es una ciudad ubicada en el condado de Sweet Grass en el estado estadounidense de Montana. En el Censo de 2010 tenía una población de 1641 habitantes y una densidad poblacional de 666,94 personas por km².

## Geografía
Big Timber se encuentra ubicada en las coordenadas 45°50′4″N 109°56′53″O / 45.83444, -109.94806. Según la Oficina del Censo de los Estados Unidos, Big Timber tiene una superficie total de 2.46 km², de la cual 2.38 km² corresponden a tierra firme y (3.26%) 0.08 km² es agua.

## Demografía
Según el censo de 2010, había 1641 personas residiendo en Big Timber. La densidad de población era de 666,94 hab./km². De los 1641 habitantes, Big Timber estaba compuesto por el 95.86% blancos, el 0.06% eran afroamericanos, el 0.55% eran amerindios, el 0.67% eran asiáticos, el 0.06% eran isleños del Pacífico, el 0.55% eran de otras razas y el 2.25% pertenecían a dos o más razas. Del total de la población el 1.77% eran hispanos o latinos de cualquier raza.